# MongoDB
MongoDB (da "humongous", enorme) è un DBMS non relazionale, orientato ai documenti.
Classificato come un database di tipo NoSQL, MongoDB si allontana dalla struttura tradizionale basata su tabelle dei database relazionali in favore di documenti in stile JSON con schema dinamico (MongoDB chiama il formato BSON), rendendo l'integrazione di dati di alcuni tipi di applicazioni più facile e veloce.
Sviluppato inizialmente dalla società di software 10gen (ora diventata MongoDB Inc.) nell'ottobre 2007 come un componente di un prodotto di platform as a service, l'azienda si è spostata verso un modello di sviluppo open source nel 2009, con 10gen in grado di offrire un supporto commerciale e altri servizi. Da allora, MongoDB è stato adottato come backend da un alto numero di grandi siti web e società di servizi come Craigslist, eBay, Foursquare, SourceForge e il The New York Times, tra gli altri. MongoDB è il più popolare database NoSQL.

## Storia
Lo sviluppo di MongoDB è iniziato nel 2007, quando l'azienda (allora chiamata 10gen) stava sviluppando un platform as a service simile a Windows Azure o Google App Engine. Nel 2009, MongoDB è stato reso open source come prodotto indipendente con una licenza GNU AGPL.
Dalla versione 1.4 (marzo 2010), MongoDB è stato considerato production ready. La versione stabile 3.0 è stata pubblicata il 3 febbraio 2015.

## Licenza e supporto
MongoDB è disponibile gratuitamente sotto la Server Side Public License. Le librerie per i vari linguaggi sono disponibili sotto la Apache License. In aggiunta, MongoDB Inc. offre licenze commerciali per MongoDB.

## Caratteristiche principali
Alcune delle caratteristiche principali sono:
Query ad hoc
- MongoDB supporta ricerche per campi, intervalli e regular expression. Le query possono restituire campi specifici del documento e anche includere funzioni definite dall'utente in JavaScript.

Indicizzazione
- Qualunque campo in MongoDB può essere indicizzato (gli indici in MongoDB sono concettualmente similari a quelli dei tradizionali database relazionali). Sono disponibili anche indici secondari, indici unici, indici sparsi, indici geospaziali e indici full text.

Alta Disponibilità
- MongoDB fornisce alta disponibilità e aumento del carico gestito attraverso i replica set. Un replica set consiste in due o più copie dei dati. Ogni replica può avere il ruolo di copia primaria o secondaria in qualunque momento. La replica primaria effettua tutte le scritture e le letture. Le repliche secondarie mantengono una copia dei dati della replica primaria attraverso un meccanismo di replicazione incluso nel prodotto. Quando una replica primaria fallisce, il replica set inizia automaticamente un processo di elezione per determinare quale replica secondaria deve diventare primaria. Le copie secondarie possono anche effettuare letture, con dati eventualmente consistenti di default.

Sharding e bilanciamento dei dati
- MongoDB scala orizzontalmente usando lo sharding. L'utente deve scegliere una chiave di sharding, che determina come i dati di una collection saranno distribuiti tra i vari nodi. I dati sono divisi in intervalli (basati sulla chiave di shard) e distribuiti su molteplici shard (uno shard è un replica set, quindi con una replica primaria e due o più repliche secondarie).
- MongoDB include un meccanismo di bilanciamento dei dati, spostando gli intervalli di dati da uno shard troppo carico a uno shard meno carico, in modo da bilanciare la distribuzione dei dati all'interno del cluster.

File Storage
- MongoDB può essere usato anche come un file system, traendo vantaggio dalla caratteristiche di replicazione e di bilanciamento su più server per memorizzare file, anche di grandi dimensioni.
- Questa funzione, chiamata GridFS, è inclusa nei driver di MongoDB e disponibile facilmente per tantissimi linguaggi di sviluppo. MongoDB espone delle funzioni per la manipolazione dei file. GridFS è usato, ad esempio, nei plugin di NGINX e lighttpd. Invece di memorizzare il file in un singolo documento, GridFS divide il file in tante parti più piccole, chiamate chunks, e memorizza ognuno di questi chunk in un documento separato.
- Ai file possono essere associati dei metadati, su cui è possibile anche creare degli indici full-text.

Aggregazione
- MongoDB supporta due modalità di aggregazione dei dati: il MapReduce e l'Aggregration Framework. Quest'ultimo lavora come una pipeline e permette di ottenere risultati molto più rapidamente del MapReduce grazie all'implementazione in C++.

Capped Collection
- MongoDB supporta collection a dimensioni fisse chiamate capped collection. Questo tipo di collection mantiene l'ordine di inserimento e una volta raggiunta la dimensione definita, si comporta come una coda circolare.

## Supporto ai linguaggi di programmazione
MongoDB ha reso disponibili SDK ufficiali per i più popolari linguaggi di programmazione e ambienti di sviluppo. Esistono anche moltissimi progetti non ufficiali, sviluppati e supportati dalla comunità, per fornire supporto ad alcuni linguaggi meno diffusi.

## Gestione e amministrazione del database
MongoDB Inc. mette a disposizione il servizio di monitoraggio e di backup, chiamato MMS. Tramite l'installazione di un agent locale che invia dati al server MMS nel cloud, questo permette di monitorare le istanze di MongoDB senza dover installare software. L'utilizzo del servizio è ovviamente subordinato all'acquisto di una licenza commerciale.
Oltre a MMS ci sono alcuni tools già presenti nell'installazione di MongoDB:
mongo
- MongoDB offre una shell interattiva chiamata mongo, la quale permette agli sviluppatori di:
  - vedere, inserire, rimuovere e aggiornare i dati nei loro database;
  - ottenere informazioni sulla replicazione, sulla configurazione dello sharding;
  - spegnere i server;
  - eseguire del codice JavaScript;
  - molto altro.
- È possibile accedere alle informazioni amministrative anche attraverso un'interfaccia web che fornisce informazioni sullo stato corrente del server. La porta predefinita per l'interfaccia web è di 1000 superiore a quella predefinita del database (quindi 28017).

mongostat
- mongostat è uno strumento a riga di comando che visualizza una lista riassuntiva delle statistiche di un'istanza di MongoDB in esecuzione: quante e che tipo di query sono eseguite così come la percentuale di tempo in cui il database è rimasto lockato[non chiaro] e quanta memoria sta usando. Questo tool è simile al comando vmstat di UNIX/Linux.

mongotop
- mongotop è uno strumento a linea di comando che fornisce un metodo per tracciare la quantità di tempo usata da un'istanza di MongoDB a leggere e a scrivere dati. Fornisce statistiche a livello di collection. Di default, mongotop ritorna valori al secondo. Questo tool è simile al comando top di UNIX/Linux.

mongosniff
- mongosniff è un tool command-line che fornisce uno sniffing a basso livello dell'attività del database monitorando il traffico di rete in entrata e in uscita. Richiede la libreria di rete Libpcap ed è disponibile solo per i sistemi UNIX-like. Un'alternativa cross-platform open source è Wireshark, un analizzatore di pacchetti che ha il pieno supporto del protocollo di MongoDB.

mongoimport, mongoexport
- mongoimport è un'utility command-line per importare il contenuto da un file JSON, CSV o TSV creato da mongoexport o da qualunque export di terze parti che ne rispettano il formato.

mongodump, mongorestore
- mongodump è un'utility command-line per creare un export binario del contenuto di un database MongoDB. Mongorestore può essere usato per ricaricare un dump fatto con mongodump.

## Popolarità
Secondo db-engines.com, a maggio 2025 MongoDB è al 5º posto della classifica dei database più diffuso al mondo e al 1º posto dei database NoSQL.
Al 9 agosto 2022, MongoDB Inc. conta circa 31.000 clienti attivi che utilizzano il loro database per salvare i propri dati.

## Implementazioni popolari
Alcuni degli utilizzatori più significativi di MongoDB sono:
- MetLife usa MongoDB per "The Wall", un'applicazione di servizio al cliente che fornisce una vista a 360 gradi dei clienti di MetLife.[21]
- Craigslist memorizza oltre 2 miliardi di documenti in MongoDB.[senza fonte]
- SAP usa MongoDB in SAP platform-as-a-service.[senza fonte]
- Forbes memorizza articoli e dati societari in MongoDB.[22]
- The New York Times usa MongoDB nella sua applicazione di caricamento di fotografie.[23]
- Sourceforge usa MongoDB come storage delle pagine.[senza fonte]
- Codecademy usa MongoDB come datastore per il suo sistema di learning online.[senza fonte]
- Shuttefly usa MongoDB per la sua piattaforma di fotografie. Nel 2013 la piattaforma aveva oltre 18 miliardi di foto caricate da oltre 7 milioni di utenti.[senza fonte]
- CERN usa MongoDB come back-end del Data Aggregation System nel Large Hadron Collider.[senza fonte]
- Foursquare implementa MongoDB su Amazon AWS per memorizzare località e le registrazioni degli utenti nelle località.[24]
- eBay usa MongoDB per i suggerimenti della ricerca e per State Hub, il Cloud Manager interno.[25]
- OwlStat utilizza MongoDB per il salvataggio delle statistiche.[senza fonte]